# کریستین کوم
کریستین کوم (انگلیسی: Christian Kum؛ زادهٔ ۱۳ سپتامبر ۱۹۸۵) بازیکن فوتبال اهل پادشاهی هلند است.
از باشگاه‌هایی که در آن بازی کرده‌است می‌توان به باشگاه فوتبال هیرنفین، باشگاه فوتبال اوترخت، و باشگاه فوتبال ادو دن هاخ اشاره کرد.